# ESTP

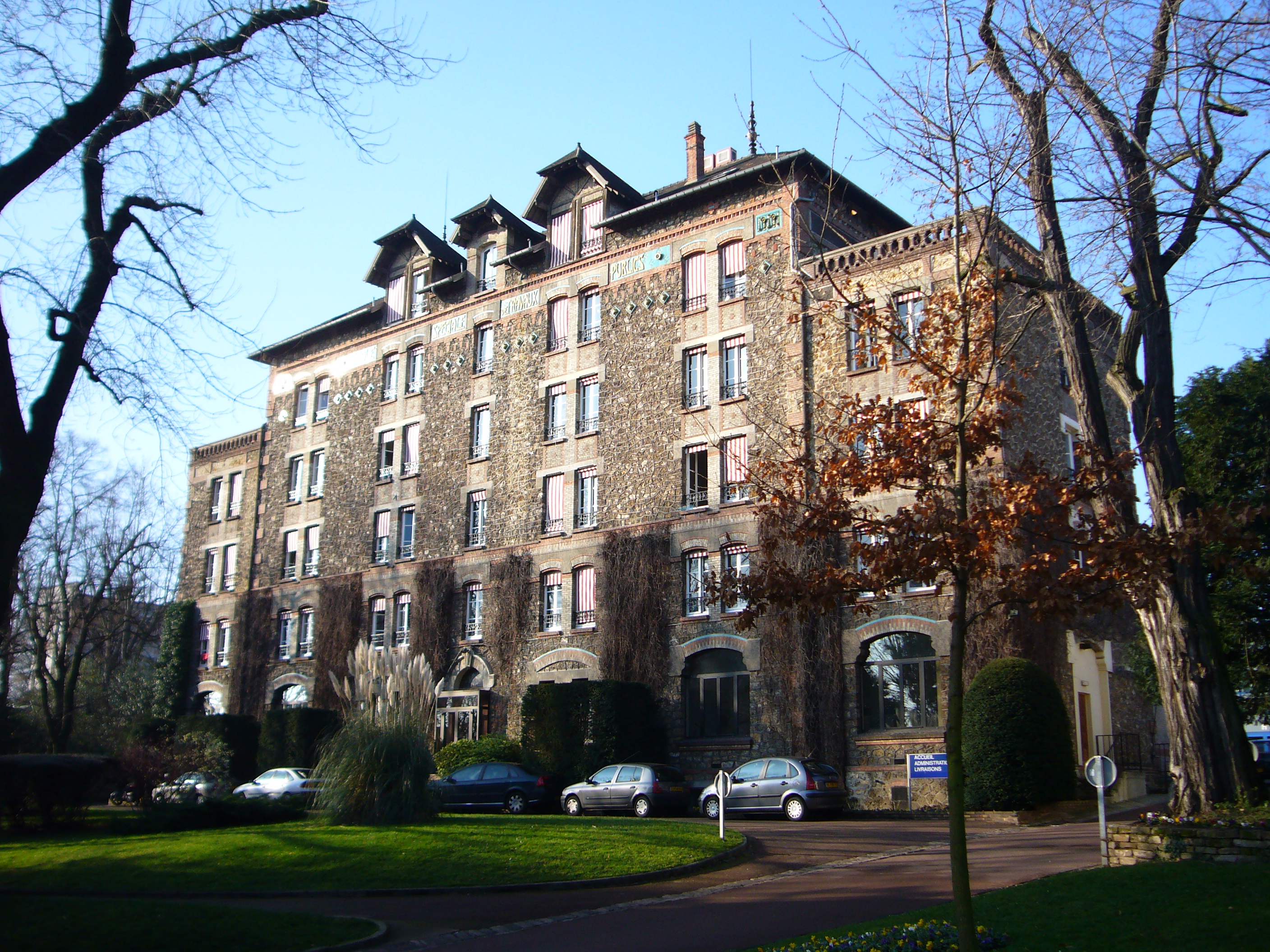
ESTP Cachan

Trường ESTP, viết tắt của cụm từ École spéciale des travaux publics, du bâtiment et de l'industrie (Trường kỹ sư chuyên biệt về Xây dựng Công trình dân dụng, Nhà cửa và Công nghiệp). Đây là một trường kỹ sư lớn của Pháp đào tạo kỹ sư và kỹ thuật viên chuyên về kỹ thuật xây dựng dân dụng.

## Thành lập trường
Léon Eyrolles nhận bằng chỉ huy công trình chuyên ngành cầu đường năm 1882. Trong quá trình làm việc, ông giúp đỡ một vài đồng nghiệp ôn tập trong kỳ thi của trường Cầu đường quốc gia Paris, lúc này là trường duy nhất đào tạo Kỹ thuật xây dựng dân dụng ở trình độ cao. Trong thời gian này, nhu cầu xây dựng rất lớn bởi sự phát triển của khoa học kỹ thuật (như sự phát triển của ngành điện, điện thoại, sự ra đời của ngành kiến trúc bằng thép và bê tông cốt thép).
Năm 1891, Léon Eyrolles xây dựng một chương trình đào tạo từ xa mang tên "Trường học tại gia". Năm 1898 ông dành toàn bộ thời gian cho việc giảng dạy và mở văn phòng và lớp học của Trường Xây dựng Công trinhg dân dụng tại Khu Latin tại Paris. Với sự trợ giúp của chính quyền và các đồng nghiệp trong ngành, ông thành lập một khu học xá tại Cachan phục vụ cho các tiết học thực hành. Sự phát triển của Trường kỹ sư chuyên biệt về Xây dựng Công trình dân dụng, Nhà cửa và Công nghiệp bắt đầu từ đây.
Song song với việc thành lập trường, năm 1925 Léon Eyrolles mở cửa Thư viện Giảng dạy về Kỹ thuật, mà sau này trở thành một nhà xuất bản, tập đoàn Eyrolles.
Năm 1999, ESTP liên kết với trường Arts et Métiers ParisTech (ENSAM). Mỗi trường đều giữ lại kỹ thuật sư phạm và tài chính riêng. Sinh viên của cả hai trường có thể lựa chọn theo học một chương trình đặc biệt và nhận bằng của cả hai trường Arts et Métiers ParisTech-ESTP.

## Các chuyên ngành đào tạo
ESTP là một trường đào tạo kỹ sư trong lĩnh vực Nhà cửa và Dân dụng của Pháp. Sau khi học hết 2 năm đầu sau kỳ thi tú tài và vượt qua kỳ thi tuyển sinh đầu vào, sinh viên có 4 lựa chọn trong các chuyên ngành đào tạo của trường:
- Nhà cửa (B)
- Cơ học, điện và năng lượng điện (GME)
- Trắc địa (T)
- Công trình dân dụng (TP)
- Năng lượng và xây dựng bền vững, (chương trình đào tạo đặc biệt liên kết với doanh nghiệp)